# Nemognatha chrysomelina
Nemognatha chrysomelina là một loài bọ cánh cứng trong họ Meloidae. Loài này được Fabricius miêu tả khoa học năm 1775.